# Polypodium attenuatum
Polypodium attenuatum là một loài thực vật có mạch trong họ Polypodiaceae. Loài này được R. Br. miêu tả khoa học đầu tiên năm 1810.